# Philantomba maxwellii
El duiker de Maxwell (Philantomba maxwellii) es una especie de mamífero artiodáctilo de la familia Bovidae que habita en Senegal y Gambia al sudoeste de Nigeria.
Se describen tres subespecies:
- Philantomba maxwellii danei (Hinton, 1920) Sierra Leona.
- Philantomba maxwellii maxwellii (Hamilton-Smith, 1827) Senegal, Gambia y Sierra Leona.
- Philantomba maxwellii liberiensis Hinton, 1920 Liberia.